# Axima brasiliensis
Axima brasiliensis är en stekelart som beskrevs av William Harris Ashmead 1904. Axima brasiliensis ingår i släktet Axima och familjen kragglanssteklar. Inga underarter finns listade.